# Karim Zahidi
Karim Zahidi is een Belgisch universitair docent en bestuurder.

## Levensloop
Hij is docent aan de faculteit wijsbegeerte van de Universiteit Antwerpen, ook is hij bariton bij het Brussels Brecht-Eislerkoor.
In april 2017 werd hij, in opvolging van Jan Reynaers, voorzitter van het Masereelfonds. Hij behoort tot de onafhankelijke progressieve Vooruitgroep.